# Hordeum tetraploidum
Hordeum tetraploidum là một loài thực vật có hoa trong họ Hòa thảo. Loài này được Covas mô tả khoa học đầu tiên năm 1953.